# 仪南战役
仪南战役是发生在第一次国共内战期间的一次战役。由中国共产党领导的红四方面军为消灭嘉陵江以东国军发动的战役。

## 战役背景
1933年6月，红四方面军不断扩编后，组成了红4军、红9军、红30军和红31军。与此同时，蒋介石任命刘湘为四川剿共总司令，对红军发动新一轮围剿。因其内部军阀心谋已力，不图剿共，但求自保，三路围攻皆无功而返，主力也回撤嘉陵江以西修正。是时红军正值经济困难，而嘉陵江东岸仪陇、南部等县仅有川军三个团驻守，红军便借此机会，扩大川陕根据地，控制南部县盐井。

## 战前部署
红四方面军部署红9军担主攻，自巴中南下，取仪陇、南部二县。而红30军和红31军分别进攻苍溪和广元，配合红9军行动。

## 战役过程
1933年8月12日，红9军开赴仪陇，经尹家铺遇川军之一团，红军消灭其一部后，该团撤入阆中。红军抵仪陇后包围其县城及周边诸据点。经一周战斗，红军攻克兴隆场、黄林石、日兴场、凤仪场、土门铺等据点，消灭川军守军近一个团。23日，红军发动对仪陇的总攻，仪陇城海拔600多米，易守难攻，红9军副军长许世友根据中共地下党徐深吉提供的《仪陇城要图》，以正面佯攻侧面偷袭的策略攻入金城寨内，当日占领仪陇，并歼守军两个营。之后许世友率74、75、81团自土门出发兵分两路进军南部，守军见寡不敌众，城外各据点守军撤回江西岸。红9军占领南部县大量盐井和新政坝、洪山场等据点后，未攻打南部县城。
红30军和红31军也依预定计划进攻，其中红31军攻克元坝子、红上关等据点后，15日攻克千佛岩，18日消灭驻守柳林子守军一个营，三面包围广元，并调一部向陕南发展。红31军出击苍溪，攻克五龙、三川寺、永宁场、白合、伏公等据点，逼近城郊，阻其增援。

## 战果及影响
红军消灭川军守军3000余人，缴枪1000多支，占领仪陇县，控制了广元、南部大部分地区和昭化、阆中部分地区。另红31军一部在陕西宁强县开拓了小块根据地。红军此役控制了南部县以洪山场为主的大量盐井，缓解了其根据地的盐荒和经济困难，打破了国军对其的经济封锁，因此该战役也被称为食盐之战。

## 脚注
1. 1 2 3  《历史的回顾》p321-322
2. 1 2 3 4 5 6  《中国人民解放军战役集成》p51
3. 1 2 3 4  《中国人民解放军全史·中国人民解放军战斗战役总览（下）》p95
4. 1 2  . 南充市顺庆区人民政府. 2009-08-25  [2011-06-30]. （原始内容存档于2012-12-16） （中文（简体））.